# North Devon
North Devon es un distrito no metropolitano del condado de Devon (Inglaterra). Tiene una superficie de 1085,9 km². Según el censo de 2001, North Devon estaba habitado por 87 508 personas y su densidad de población era de 80,59 hab/km².